# 森特巴恩斯特德 (新罕布什爾州)
森特巴恩斯特德（英語：Center Barnstead）是位於美國新罕布什爾州貝爾納普縣的非建制地區。

## 歷史
森特巴恩斯特德的郵局自1825年營運至今。

## 地理
森特巴恩斯特德所處的海拔為高於海平面157米（即515英呎），而該地所採用的時區為UTC-5，即北美东部时区（EST）。同時該地設有夏令時間，為UTC-5調快一小時，即UTC-4（EDT）。